# Joey Dyser
Joey Dyser, pseudoniem van Josje Duister-van Stelten, (27 januari 1944) is een Nederlands zangeres. Ze is enkel bekend van de hit 100 Years uit 1975.

## Biografie
In 1973 vroeg de Surinaamse zanger en arrangeur Alberto Gemerts zijn buurvrouw, de journaliste en kinderboeken-recensente Josje Duister, even iets in te zingen om zijn nieuwe studio-apparatuur uit te testen. Duister zong haar zelfgeschreven liedje 100 Years. Later belandde de opname als bij toeval bij een producent van de platenmaatschappij Delta, die er wel wat in zag. Onder het pseudoniem Joey Dyser werd het liedje in december 1974 op single uitgebracht. Het werd onmiddellijk een groot succes in Nederland en Vlaanderen, waar het de top van de hitparades haalde en meteen goed was voor goud. Ook de Duitse versie van het nummer (Was ist denn bloss gescheh'n) deed het in Duitsland goed.
Na enig aandringen werd de zangeres bereid gevonden om een langspeelplaat op te nemen (Who's a Fulltime Saint?). Uit dit album werd in de zomer van 1975 een tweede single uitgebracht, Let the Sun Shine In (On My World Again), maar die haalde de hitparades niet. Na een derde single (War Is Over) en een vierde mislukte poging in 1977 met de single Paul hield Duister het voor gezien in de showbusiness. Sindsdien wijdt ze zich volledig aan haar gezin en haar werk in een Amsterdamse kunstgalerij. Ze was getrouwd met Frans Duister, en is later gehuwd met de filosoof Jaap van Heerden.
Duister staat bekend als een van de meest markante eendagsvliegen uit de Nederlandse popmuziek.
In de musical Dromen... zijn bedrog (musical) (première 15 oktober 2009), waarin vele Nederlandse popsongs verwerkt zijn, wordt 100 Years vertolkt door Heddy Lester.

## Discografie

### Albums
| Album met eventuele hitnotering(en) in de Nederlandse Album Top 100 | Datum van verschijnen | Datum van binnenkomst | Hoogste positie | Aantal weken | Opmerkingen |
| ------------------------------------------------------------------- | --------------------- | --------------------- | --------------- | ------------ | ----------- |
| Who's a Fulltime Saint?                                             | 1975                  | -                     | -               | -            |             |

### Singles
| Single met eventuele hitnotering(en) in de Nederlandse Top 40 | Datum van verschijnen | Datum van binnenkomst | Hoogste positie | Aantal weken | Opmerkingen                |
| ------------------------------------------------------------- | --------------------- | --------------------- | --------------- | ------------ | -------------------------- |
| 100 Years                                                     | 1975                  | 21-01-1975            | 1(3wk)          | 13           | Nr. 1 in de Single Top 100 |
| Let the Sun Shine In (On My World Again)                      | 1975                  | -                     | -               | tip 7        |                            |

| Single met hitnotering(en) in de Vlaamse Ultratop 50 | Datum van verschijnen | Datum van binnenkomst | Hoogste positie | Aantal weken | Opmerkingen |
| ---------------------------------------------------- | --------------------- | --------------------- | --------------- | ------------ | ----------- |
| 100 Years                                            | 1975                  | 22-02-1975            | 1(2wk)          | 10           |             |

### NPO Radio 2 Top 2000
| Nummer met noteringen in de NPO Radio 2 Top 2000 | '99 | '00 | '01 | '02  | '03 | '04  | '05  | '06  | '07  | '08  | '09  | '10  | '11  | '12  | '13  |
| ------------------------------------------------ | --- | --- | --- | ---- | --- | ---- | ---- | ---- | ---- | ---- | ---- | ---- | ---- | ---- | ---- |
| 100 Years                                        | 709 | 852 | 904 | 1216 | 923 | 1204 | 1381 | 1396 | 1244 | 1218 | 1445 | 1564 | 1794 | 1044 | 1614 |

1. ↑  Een vetgedrukt getal geeft de hoogste notering aan.
2. ↑  Deze tabel is bijgewerkt tot en met de laatste editie (2024).